# Düm Tek Tek
Düm Tek Tek è un singolo della cantante turco-belga Hadise, pubblicato il 1º aprile 2009 come primo estratto dal terzo album in studio Fast Life.

## Promozione
Hadise è stata selezionata internamente dall'emittente radiotelevisiva turca Türkiye Radyo Televizyon Kurumu nell'ottobre 2008 come rappresentante turca all'Eurovision Song Contest 2009, a Mosca. Düm Tek Tek, uno dei tre brani proposti dall'artista per la competizione, è stato registrato in inglese e in seguito scelto come brano eurovisivo nazionale.
La canzone è stata esibita per la prima volta dal vivo durante uno speciale di Capodanno andato in onda su TRT. Nel maggio successivo, dopo essersi qualificata dalla prima semifinale eurovisiva, Hadise ha eseguito il pezzo alla serata finale, dove si è piazzata al 4º posto su 25 partecipanti con 177 punti, regalando alla Turchia il secondo miglior punteggio dal 1975.

## Tracce
Testi e musiche di Hadise Açıkgöz, Sinan Akçıl e Stefan Fernande, eccetto dove indicato.
CD, download digitale, streaming
1. Düm Tek Tek – 3:01

CD – EP (Turchia)
1. Düm Tek Tek – 3:03
2. Deli oğlan – 3:11 (testo: Sezen Aksu – musica: Hadise Açıkgöz, Yves Gaillard)
3. Stir Me Up – 3:28 (Hadise Açıkgöz, Yves Gaillard)
4. Aşkkolik – 4:05 (testo: Denis Erten – musica: Özgür Buldum)
5. A Good Kiss – 3:11 (testo: Hadise Açıkgöz, Yves Gaillard)

Download digitale, streaming – EP
1. Düm Tek Tek – 3:02
2. My Body (Radio Edit) – 3:07 (Hadise Açıkgöz, Yves Gaillard)
3. Düm Tek Tek (Club Mix) – 4:03
4. Düm Tek Tek (Lotion Remix) – 5:03

## Formazione
Hanno partecipato alle registrazioni, secondo le note di copertina:
- Hadise – voce
- Ozan Çolakoğlu – arrangiamento
- Sinan Akçil – arrangiamento, produzione
- Chris von Rautenkranz – mastering

## Classifiche

### Classifiche settimanali
| Classifica (2009) | Posizione massima |
| ----------------- | ----------------- |
| Belgio (Fiandre)  | 1                 |
| Belgio (Vallonia) | 24                |
| Germania          | 70                |
| Paesi Bassi       | 99                |
| Svezia            | 12                |
| Svizzera          | 73                |

### Classifiche di fine anno
| Classifica (2009) | Posizione |
| ----------------- | --------- |
| Belgio (Fiandre)  | 16        |